# Chaske Spencer
Chaske Spencer, ameriški gledališki, televizijski in filmski igralec, *9. marec 1975, Oklahoma, Združene države Amerike.

## Biografija

### Zgodnje in osebno življenje
Chaske Spencer se je rodil 9. marca 1975 v Oklahomi, Združene države Amerike. Otroštvo je preživel v mestih Montana, Kooskia in Lewiston, Idaho. Ima dve mlajši sestri. Hodil je na šole Clearwater Valley High School in Lewis Clark State College. V najstniških letih je igral v mestnem gledališču, Lewiston Civic Theater, po končanem kolidžu pa se je posvetil samo igranju.

### Kariera
Chaske Spencer je svojo igralsko kariero začel z igranjem v mestnem teatru, na velikih filmskih platnih pa se je pojavil leta 2002 v filmu Skins.
Leta 2003 je zaigral v filmu Dreamkeeper, leta 2004 v Red Dead Revolver, leta 2005 pa v Into the West. Najbolj je znan po vlogi Sama Uleyja v filmih Mlada luna (2009) in Mrk (2010)

## Filmografija
| Leto | Naslov            | Vloga          | Opombe in ostalo |
| 2010 | Mrk               | Sam Uley       | Film             |
| 2009 | Mlada luna        | Sam Uley       | Film             |
| 2005 | Into the West     | Glas nositelja | Miniserija       |
| 2004 | Red Dead Revolver | Glas           | Film             |
| 2003 | Dreamkeeper       | Fant-Orel      | Film             |
| 2002 | Skins             | Najstnik Rudy  | Film             |